# Veniamin Dashi
Veniamin Dashi (ur. 1899 w Elbasanie, zm. 1965) – albański pedagog i tłumacz.

## Życiorys
Ukończył studia historyczne w Wiedniu, następnie pełnił funkcję dyrektora Instytutu Pedagogicznego Królowej Matki.
W 1946 roku został aresztowany w Fierze i skazany na 10 lat pozbawienia wolności za działalność antykomunistyczną. 15 grudnia 1947 roku Sąd Wojskowy w Elbasanie wydłużył karę do 20 lat pozbawienia wolności, ponadto skonfiskowano mu mienie oraz stracił prawa wyborcze na okres 5 lat. 16 marca 1948 roku Komitet Wykonawczy Komunistycznej Partii Albanii nakazał zajęcie jego majątku. Na mocy dekretu Zgromadzenia Ludowego nr 819 z dnia 27 kwietnia 1949 roku, Veniaminowi Dashiemu skrócono wyrok do 7 lat więzienia; wyrok zaczął wówczas odbywać w Tiranie, gdzie zajmował się tłumaczeniem z języka niemieckiego. Z jego tłumaczeń korzystały między innymi Instytut Historii, Instytut Archeologii oraz wydawnictwo Naim Frashëri.
Zmarł w 1965 roku.